# Francisco Franco y Martínez-Bordiú
Francisco "Francis" Franco y Martínez-Bordiú (Palau Reial d'El Pardo, 9 de desembre de 1954) és un empresari i noble espanyol. Primer fill home de Carmen Franco y Polo, filla de Francisco Franco, ostenta els títols nobiliaris de ii senyor de Meirás, xi marquès de Villaverde.

## Biografia
Francisco Franco és el primer fill home de Carmen Franco y Polo i de Cristóbal Martínez-Bordiú, sent ell el seu tercer fill després de les seves germanes María del Carmen i María de la O, i abans dels seus altres germans María del Mar, José Cristóbal, María de Aránzazu i Jaime Felipe.
Sent el primer net home del general Franco, aquest li va manar invertir els seus cognoms per perpetuar l'estirp dels Franco. No obstant això, no es va decidir a estudiar la carrera militar, sinó que va voler ser enginyer agrònom, encara que finalment va optar per estudiar Medicina, carrera que mai va arribar a exercir. Durant anys es va dedicar als negocis immobiliaris i actualment posseeix diverses empreses.
Francis Franco va contreure matrimoni el 18 de desembre de 1981 amb María de Suelves y Figueroa, descendent de Francesc de Paula de Borbó i Castellví. Amb ella va tenir dos fills, Francisco Franco de Suelves nascut el 30 de novembre de 1982, i Juan José Franco de Suelves nascut el 29 de setembre de 1985, tots dos a Madrid. La parella es va divorciar en 1992.
Tres anys després del seu divorci, en 1994, va conèixer Miriam Guisasola Carrión, amb qui va tenir a Álvaro Franco y Guisasola, nascut el 15 d'agost de 1994, i a Miriam Franco y Guisasola, nascuda el 5 de febrer de 1996, i amb la qual va contreure matrimoni novament en el 2001. Posteriorment, en 2009, Franco es va separar de Miriam i van arribar a divorciar-se en 2014.
En 2014 va ser jutjat pel Jutjat de Primera Instància i Instrucció de Calamocha (Terol) per dos delictes d'atemptat contra l'autoritat i contra la seguretat viària després dels fets ocorreguts dos anys abans, quan Franco va envestir presumptament contra un tot terreny de la Guàrdia Civil, en una pista forestal, en intentar eludir als agents en un vehicle ocupat per caçadors furtius. Al febrer de 2018, el Jutjat penal de Terol va determinar a Francis Franco culpable d'un delicte d'atemptat contra agents de l'autoritat, d'un delicte de danys i un altre de conducció temerària. Va ser conseqüentment condemnat a 30 mesos de presó i a una multa econòmica.

## Acusacions
Francis Franco ha estat acusat de delictes en tres ocasions. El primer cas va ocórrer l'any 1977, a l'edat de 22 anys, quan va ser acusat de caçador furtiu al costat de Julio Ribera, condemnats els dos a un mes i mig d'arrest major, i a la retirada de la llicència d'armes de caça durant dos anys pel Jutjat de Primera Instància de Tortosa.
L'estiu de 2009, segons han recollit diversos mitjans de comunicació, arribant tard a agafar l'AVE de Saragossa, s'hauria saltat la barrera de seguretat de l'andana per tractar d'agafar el tren, ocasió en què una vigilant de seguretat li va impedir l'accés. Franco hauria respost amb insults xenòfobs —per la seva condició d'immigrant— i agressió física, per la qual cosa els companys de la vigilant van acudir en la seva ajuda i el van retenir fins a l'arribada del Cos Nacional de Policia; el presumpte agressor va ser denunciat de vulnerar la llei de seguretat ciutadana. No obstant això, en el judici es va fallar a favor seu, penalitzant a la vigilant amb una sanció econòmica.

### Negocis
És l'administrador dels negocis familiars, pertanyent al consell d'administració d'onze societats dins de diversos càrrecs. Els seus principals negocis són els immobiliaris, apareixent com a director general de FR Promociones del Suroeste, S.A., dedicant-se a adquirir garatges a Madrid.
Les seves incursions també s'han centrat en l'explotació i gestió de tota classe d'establiments sanitaris i laboratoris d'anàlisis, així com en el sector de les telecomunicacions i Internet.

## Herència nobiliària
L'any 2013, la seva germana Carmen va reclamar el seu dret legítim de posseir el Marquesat de Villaverde, tenint en compte que és la primogènita del matrimoni Martínez-Bordiú i Franco, títol que va heretar Francis després de ser-ne apartada per la seva condició de dona. Veient que la llei es posaria de la seva part, Carmen Franco y Polo, mare de tots dos, va establir que quan ella morís, Francis passaria a ser ii duc de Franco, i hauria de cedir a la seva germana Carmen el marquesat, passant ella a ser xii Marquesa de Villaverde.

## Obres
- La naturaleza de Franco. Cuando mi abuelo era persona (2011)[13]